# Владимирський-Буданов Михайло Флегонтович
Владимирський–Буданов [Володимирський-Буданов] Михайло Флегонтович (рос. Михаи́л Флего́нтович Влади́мирский-Буда́нов, 15 (27) травня 1838, с. Бороздіно Веньовського повіту Тульської губернії — 24 березня (6 квітня) 1916, Київ) — український та російський історик, доктор російської історії, ординарний професор історії російського права в Київському університеті св. Володимира, член-кореспондент Петербурзької АН від 1903 року.

## Життєпис
Син сільського священника. Навчався в Веньовському духовному училищі, далі — в Тульській духовної семінарії, яку закінчив у 1857 році. Потім до 1860 року — в Київській духовній академії. У 1860 році вступив на навчання до Київського університету на історико-філологічний факультет, і закінчив його у 1864 році зі ступенем кандидата. Був залишений стипендіатом в університеті для приготування до професорського звання і, одночасно, в цьому ж році вступив на педагогічні курси, відкриті при київських гімназіях. У 1865 році здав магістерський іспит.
У 1869 році написав і захистив дисертацію «Німецьке право в Польщі і Литві» (1868), за яку крім ступеня магістра отримав Уваровську премію. Протягом року перебував за кордоном, де переслухав майже повний курс лекцій відомих правознавців Вангерова К. А. та Блюнчлі Й. К.; по поверненню в Російську імперію в Кенігсберзькій університетській бібліотеці познайомився з низкою видань німецько-польського міського права. Викладав у Демидівському юридичному ліцеї м. Ярославль зі званням екстраординарного професора загальний курс історії російського права, в який включив західно-російське право.
У 1874 році після захисту в Харківському університеті дисертації «Держава і народна освіта Росії XVIII в.» (рос. Государство и народное образование России XVIII в.) дістав ступінь доктора права. У Харківському університеті в травні 1874 р. був затверджений у ступені доктора російської історії.
Від травня 1875 р. — ординарний професор Київського університету, на кафедрі історії російського права, де читав лекції до 1915 року.
Упродовж 1882–1916 рр. — головний редактор Київської археографічної комісії. У 1887–1893 рр. — голова Історичного товариства Нестора-літописця, дійсним членом якого був від 1875 року. Особисто підготував 5 томів видання «Архів Південно-Західної Росії» (рос. Архив Юго-Западной России), опублікував під своєю редакцією 23 томи.
Значною мірою наукові інтереси М. Ф. Владимирського-Буданова зосереджувалися у сфері історії та історії права литовсько-руської держави. Вчений разом з професором Ф. І. Леонтовичем (обидва — учні М. Д. Іванішева) був засновником київської історико-юридичної школи (школи істориків західно-російського права).

## Праці
- (рос.)Владимирский-Буданов М. Ф., Обзор истории русского права. — 7-е изд. — Петроград — Киев: Н. Я. Оглоблин, 1915. — 699 с.
- (рос.)Владимирский-Буданов М. Ф., Хрестоматия по истории русского права. Вып. 1—3. — Ярославль: Тип. Г. В. Фальк, 1871—1875.
- (рос.)Владимирский-Буданов М. Ф., Государство и народное образование в России с XVIII-го века. Ч. 1. — Ярославль: Тип. Г. В. Фальк, 1874. — 325 с.
- (рос.)Владимирский-Буданов М. Ф., Земские соборы в Московском государстве, по поводу статьи В. И. Сергеевича в «Сборнике госуд. знаний». — «Киев. унив. изв.», 1875. — 18 с.
- (рос.)Владимирский-Буданов М. Ф., Об обязательности народного образования в России // «Педагог. музей», 1876;
- (рос.)Владимирский-Буданов М. Ф., Отношения между Литовским статутом и Уложением царя Алексея Михайловича [Архівовано 29 жовтня 2013 у Wayback Machine.] // Сборник государственных знаний. Том IV. Под ред. В. П. Безобразова. СПб., 1877. — (с. 3 (336) — 38 (371)).
- (рос.)Владимирский-Буданов М. Ф., Неизданные законы юго-западных славян. Законник гор. Каствы и закон общины Вепринской // «Жур. Мин. нар. просв.», 1881;
- (рос.)Владимирский-Буданов М. Ф., История Императорского Университета св. Владимира. — Киев: Тип. Имп. ун-та св. Владимира, 1884. — Т.1. — 674 с.
- (рос.)Владимирский-Буданов М. Ф., Очерки по истории Литовского государства. — К., 1889. — 407 с.
- (рос.)Владимирский-Буданов М. Ф., Разбор сочинения М. Ясинского «Главный Литовский трибунал». — К., 1904. — 58 с.